# Kölingared
Kölingared är kyrkby i Kölingareds socken i Ulricehamns kommun.
Här ligger Kölingareds kyrka